# هيئة الأمر بالمعروف والنهي عن المنكر
الرئاسة العامة لهيئة الأمر بالمعروف والنهي عن المنكر هي هيئة رسمية سعودية مكلفة بتطبيق نظام الحسبة المستوحى من الشريعة الإسلامية. كما توصف من قبل بعض وسائل الإعلام بـ «الشرطة الدينية». أو «رجال الهيئة» وأحيانا «الهيئة» فقط للإختصار. يبلغ عدد أفراد الهيئة في المملكة العربية السعودية حوالي 5000 رجل وأسست عام 1940م.
ينصب عمل أعضاء الهيئة على القيام بدوريات في الشوارع والأسواق والأماكن العامة للتأكد من تطبيق القواعد الإسلامية، وكذلك التأكد من الفصل التام بين الجنسين والدعوة إلى الصلاة ومراقبة إغلاق الأسواق الإجباري وقت الصلاة، كان يحق للهيئة القيام بإجراءات الضبط والتفتيش والإيقاف قبل إصلاحات 2016م.
وهنالك توصية تقدم بها عدد من أعضاء مجلس الشورى يطالبون من خلالها بضم ⁧هيئة الأمر بالمعروف⁩ والنهي عن المنكر لوزارة الشؤون الإسلامية والدعوة والإرشاد، لتصبح تحت وزارة واحدة، باعتبار الأمر بالمعروف والنهي عن المنكر من الناحية الشرعية واجبًا على كل مسلم.

## المهام والصلاحيات
توجّه هيئة الأمر بالمعروف والنهي عن المنكر الأخلاق الإسلامية وهذا هو هدفها الأساسي، سابقًا قبل إصلاحات 2016 كان يمكنهم إيقاف أو اعتقال أي شخص يقوم بانتهاك القيم والمبادئ الإسلامية كالمثلية الجنسية والدعارة والزنا وأكل لحم الخنزير وعدم لبس الحجاب، تمنع الهيئة ممارسة أي أنشطة دينية لديانات أخرى غير الإسلام وتتأكد من إغلاق المحلات وقت الصلاة ومنع شرب الكحول والقبض على أي شخصين في خلوة دون أن تربطهمها علاقة شرعية، كما تعمل ضد السحر وتكافح الإبتزاز، وتمنع بعض الاحتفالات كالاحتفال بعيد الحب. قاد الرئيس السابق لهيئة الأمر بالمعروف والنهي عن المنكر الشيخ عبد اللطيف بن عبد العزيز آل الشيخ حملة إصلاحات كبيرة في الهيئة حيث قام بإطلاق حملة لتدريب أعضاء الهيئة وزيادة المركزية في عملهم كما قام بمنع المتعاونين والموظفين غير الرسمين من العمل في الهيئة.

## انتقادات
تنتقد الهيئة بأنها تنتهك حقوق الإنسان. واجهت الهيئة سابقًا نقدًا أي قبل اصلاحات 2016م نقدًا محليًا وخارجيًا كبيرًا بسبب الكثير من الأحداث، ووجهت إليها الكثير من التهم التي تتتضمن الإساءة إلى حقوق الإنسان، شكلت بعض تلك الأحداث جدلاً اجتماعيًا مايزال في ذاكرة المجتمع السعودي حتى الآن.

### انتهاكات مزعومة
حصلت مجموعة من الأحداث في السعودية أثارت الشارع العام السعودي والصحافة المحلية والأجنبية بسبب انتشار أخبار أو مقاطع فيديو لانتهاكات من رجال الهيئة لنظامها.

#### حادثة حريق مدرسة البنات في مكة 2002
شكلت حادثة حريق مدرسة البنات في مكة المكرمة عام 2002م حدثًا مهمًا في تاريخ الهيئة حيث اتهمت الهيئة بالتسبب في زيادة عدد الوفيات في حادثة حريق مدرسة البنات في مكة 2002م عندما قاموا بطرد أولياء الأمور والحريق مشتعل في المدرسة وإغلاق الباب على البنات أثناء الحريق وذلك لأنهنّ «لا يرتدين الحجاب». واتهم أفراد الهيئة بمنع رجال الإطفاء والإسعاف من الدخول إلى المدرسة لأنه «لا يجوز للفتيات أن ينكشفن أمام غرباء» كونهم ليسوا من المحارم. وكانت النتيجة زيادة الضحايا مما زاد الانتقاد ضدهم. نفت السلطات السعودية لاحقاً هذه الإدعاءات وطالبت منظمة هيومان رايتس ووتش السلطات السعودية بإجراء تحقيق جديد يمتاز بالعدل والشفافية لكشف حقيقة الحادث.

#### حادثة مقتل سلمان الحريصي
انتشرت تقارير صحفية عن حادثة مقتل سلمان الحريصي وهو شخص ادعت الهيئة حيازته للكحول في منزله لكن رجال الهيئة في مركز العريجاء قاموا بالاعتداء عليه في منزله حتى الموت. وبعد عدة جلسات في المحاكم السعودية حكمت المحكمة الكبرى ببراءة أعضاء الهيئة ثم نقضت هيئة التمييز الحكم بسبب وجود ملاحظات إجرائية في القضية حيث لم تقم المحكمة بالاستماع لشهود عيان في الحادثة. لكنها حكمت ببرائتهم لاحقًا بدون تفاصيل كافية عن الحادثة. قالت منظمة هيومان رايتس ووتش أن هيئة الأمر بالمعروف والنهي عن المنكر قد قامت بإلقاء القبض على اخوة واخوات سلمان الحريصي حتى لايدلوا بشهاداتهم وطالبت بإجراء تحقيق أكثر عدلًا.

#### حادثة فتاة النخيل مول
انتشر مقطع مصور أثار الرأي العام حيث تظهر فيه فتاة بمول النخيل بالرياض يقبض عليها رجل هيئة يقوم بمطاردتها وضربها وجرّها من ملابسها. واعترفت الهيئة لاحقًا أن رجالها قد قاموا بمخالفة الأنظمة وقامت بإعفاء مدير عام هيئة الأمر بالمعروف بمنطقة الرياض.

#### حادثة مقتل ناصر وسعود القوس
خلال اليوم الوطني السعودي 23 سبتمبر 2013م، قام عضوين من الهيئة بمطاردة الأخوين ناصر وسعود القوس في مخالفة للوائح الهيئة التي تمنع المطاردة. ونتج عن ذلك حادث مروري أودى بحياة الشقيقين. وقامت اللجنة المكلفة بالتحقيق بإدانة عضوي الهيئة.

#### حادثة مطاردة بلجرشي
قامت هيئة الأمر بالمعروف والنهي عن المنكر ودورية أمنية بملاحقة سيارة بها عائلة مكونة من أب وأم وابن وابنة دون تصريح قانوني في مخالفة للأنظمة والتعليمات حيث نتجت تلك المطاردة حادث مروري أودى بحياة الأب عبد الرحمن الغامدي وبترت يد الأم سميرة الغامدي من الكتف وهي حامل في الشهر السادس كما تعرض الابن خالد إلى كسور مضاعفة ونزيف داخلي استدعى تنويمه في العناية المركزة وأصيبت البنت درر بكسور طفيفة. أدينت دورية هيئة الأمر بالمعروف والنهي عن المنكر بالإضافة إلى الدورية الأمنية في هذه الحادثة.

#### قضية الاعتداء والتربص والتشهير بأحد الإعلاميين المشهورين
في فبراير من عام 2016م، قبضت الهيئة على أحد الإعلاميين المشهورين المعروفين بانتقاده للهيئة بعد مداهمة منزله إثر كمين محكم بتهمة تعاطي الكحول وإدخال فتيات إلى منزل أحد أصدقائه، بعد ذلك تم الإعلان عن براءة الإعلامي من التهم المنسوبة إليه،
كما صور رجل من منسوبي الهيئة الإعلامي والقيد في يده ووجه له استجواباً عن سبب انتقاده الدائم للهيئة في برنامجه، وسأله عن سبب انتقاده لداعية معروف.
كما أن أعضاء الهيئة عملوا على سحب أجهزة الهاتف من المقبوض عليهم، ثم أحالوا القضية إلى هيئة التحقيق والادعاء العام التي بدورها أفرجت عنه.
ورفع الإعلامي دعوى قضائية على موظف هيئة الأمر بالمعروف الذي صوره، وأساء له، وعمل على تشويه سمعته، إضافة إلى رفع قضية منفصلة أخرى على كل من ساهم بنشر الشائعة.
وفي 13 فبراير أكد الدكتور عيسى الغيث قاضي الاستئناف السابق وعضو مجلس الشورى أن جهاز الهيئة ارتكب مخالفات لثلاثة أنظمة للدولة وهي؛ النظام الأساسي للحكم بانتهاك الهيئة لحرمة المنازل، ونظام الإجراءات الجزائية، ونظام الجرائم المعلوماتية، وأن المحكمة التي تنظر هذه الجرائم كافة هي المحكمة الجزائية، مؤكدا أن نظام الجرائم المعلوماتية في مادته الثالثة نص على أنه «يعاقب بالسجن مدة لا تزيد على سنة وبغرامة لا تزيد على 500 ألف ریال، أو بإحدى هاتين العقوبتين؛ كل شخص يعمل على المساس بالحياة الخاصة عن طريق إساءة استخدام الهواتف النقالة المزودة بالكاميرا، أو ما في حكمها، والعقوبة ذاتها لكل من عمل على التشهير بالآخرين، أو إلحاق الضرر بهم، عبر وسائل تقنيات المعلومات المختلفة».
فيما أكد المحامي خالد البابطين أن موظف الهيئة بفعله أساء استعمال السلطة بإظهار صورة المتهم بشكل يمس بشرفه، وفي تهمة تمس الشرف والأمانة يترتب عليها -وفقا للنظام- الفصل من أغلب الوظائف التي يشغلها المتهم إذا ثبتت إدانته.

### تنظيم الهيئة الجديد
في 11 أبريل 2016م وافق مجلس الوزراء السعودي على تنظيم جديد للرئاسة العامة لهيئة الأمر بالمعروف والنهي عن المنكر يحد من صلاحياتها التنفيذية. ومن أبرز ما ورد في هذا التنظيم هو منع رؤساء وأعضاء الهيئة من إجراءات الضبط الجنائي والإداري والتحفظ والمتابعة والمطاردة والإيقاف والاستجواب والتثبت من الهوية والتحقيق والقبض، بحيث يصبح دور الهيئة هو الدعوة للمعروف والنهي عن المنكر بمبدأ اللين والرفق فقط، وتقديم مذكرات إبلاغ رسمية إلى الشرطة أو الإدارة العامة لمكافحة المخدرات في ما يظهر لها من مخالفات.
المادة الأولى:
الرئاسة العامة لهيئة الأمر بالمعروف والنهي عن المنكر جهاز مستقل، ترتبط تنظيمياً برئيس مجلس الوزراء، ويشار إليها في هذا التنظيم ب ـ (الهيئة)، وتتبعها جميع الهيئات الفرعية للأمر بالمعروف والنهي عن المنكر.
المادة الثانية:
يكون الرئيس العام للهيئة بمرتبة وزير يعين بأمر ملكي، ويلحق بالهيئة العدد الكافي من الموظفين والأعضاء.
المادة الثالثة:
تكون في كل منطقة هيئة فرعية للأمر بالمعروف والنهي عن المنكر، يصدر بتشكيلها قرار من الرئيس العام للهيئة، ويلحق بها العدد الكافي من الموظفين والأعضاء وتنشأ مراكز للهيئات الفرعية - بحسب الحاجة - في المدن والمحافظات والمراكز.
المادة الرابعة:
الرئيس العام للهيئة هو المسؤول عن إدارتها وتصريف شئونها والمرجع للهيئات الفرعية، وذلك وفقاً لأحكام هذا التنظيم، وله ما للوزير من صلاحيات في وزارته.
المادة الخامسة:
مع عدم الاخلال بما يقضي به نظام الخدمة المدنية، يجب أن يتوافر فيمن يباشر المهمات المنصوص عليها في هذا التنظيم من أعضاء الهيئة ما يأتي:
1 - أن يكون من ذوي المؤهلات العلمية، التي تحددها اللائحة التنفيذية لهذا التنظيم.
2 - أن يكون مؤهلاً للأمر بالمعروف والنهي عن المنكر.
3 - أن يكون حسن السيرة والسلوك المشهود لهم بحسن السمعة.
4 - ألا يكون قد سبق أن صدر في حقه حكم بحد شرعي أو بالسجن لمدة تزيد على سنة، أو أدين في جريمة مخلة بالشرف أو الأمانة.
المادة السادسة:
تختص الهيئة وفقاً لهذا التنظيم بالقيام بواجب الأمر بالمعروف والنهي عن المنكر والدعوة إليه بالرفق واللين، مقتدية في ذلك بسيرة الرسول صلى الله عليه وسلم وخلفائه الراشدين من بعده، مع استهداف المقاصد الشرعية، والإسهام مع الجهات المختصة في مكافحة المخدرات وبيان أضرارها على الأسرة والمجتمع.
المادة السابعة:
تباشر الهيئة ومنسوبوها الاختصاص المنصوص عليه في المادة (السادسة) من هذا التنظيم وفقاً للضوابط الآتية:
1 - تتولى الهيئة تقديم البلاغات في شأن ما يظهر لها من مخالفات، أثناء مزاولتها لاختصاصها المنصوص عليه في المادة (السادسة) من هذا التنظيم، وذلك بمذكرات إبلاغ رسمية إلى الشرطة أو الإدارة العامة لمكافحة المخدرات / بحسب الاختصاص / وهما وحدهما الجهتان المختصتان / بموجب الأحكام المقررة نظاماً / بجميع الإجراءات اللاحقة لتلك البلاغات بما في ذلك إجراءات الضبط الجنائي والإداري والتحفظ والمتابعة والمطاردة والإيقاف والاستجواب والتثبت من الهوية والتحقيق والقبض في أي بلاغ ذي صلة باختصاص الهيئة.
2 - يباشر أعضاء الهيئة الاختصاص المنصوص عليه في المادة (السادسة) من هذا التنظيم في الأسواق والشوارع والأماكن العامة، وذلك خلال ساعات عملهم الرسمي المرتبة والمجدولة بشكل رسمي من قبل إدارة كل مركز. وليس لرؤساء المراكز أو أعضاء الهيئة إيقاف الأشخاص أو التحفظ عليهم أو مطاردتهم أو طلب وثائقهم أو التثبت من هوياتهم أو متابعتهم والتي تعد من اختصاص الشرطة والإدارة العامة لمكافحة المخدرات وفقاً للفقرة (واحد) من هذه المادة.
3 - تباشر الهيئة الاختصاص المنصوص عليه في المادة (السادسة) من هذا التنظيم من خلال أعضائها الرسميين شاغلي وظائفها المعتمدة في ميزانيتها.
4ـ على عضو الهيئة إبراز بطاقة التعريف الرسمية الخاصة به بشكل ظاهر، تتضمن اسمه ووظيفته والمركز الذي يتبعه وساعات عمله الرسمي.
المادة الثامنة:
يكون للهيئة لجنة استشارية ـ مكونة من خمسة أعضاء ـ تتولى تقديم الاستشارات والتوصيات للرئيس العام للهيئة فيما يتعلق بمباشرة الهيئة لاختصاصها، وما قد يطرأ من مخالفات وتجاوزات بهذا الشأن واقتراح محاسبة المخالفين، وذلك وفق ما تحدده اللائحة التنفيذية لهذا التنظيم، ويسمي رئيس مجلس الوزراء أعضاء هذه اللجنة.
المادة التاسعة:
على الجهات العامة والخاصة أن تتعاون مع الهيئة بما يحقق ما ورد في هذا التنظيم.
المادة العاشرة:
يصدر رئيس مجلس الوزراء اللائحة التنفيذية لهذا التنظيم .
المادة الحادية عشرة:
يحل هذا التنظيم محل تنظيم الرئاسة العامة لهيئة الأمر بالمعروف والنهي عن المنكر، الصادر بقرار مجلس الوزراء رقم (73) وتاريخ 16 / 3 / 1434هـ، ويلغي كل ما يتعارض معه من أحكام .
المادة الثانية عشرة:
ينشر هذا التنظيم في الجريدة الرسمية، ويعمل به من تاريخ تبليغه.

## بعد تقليص صلاحيات الهيئة
أصبحت تقام الفعاليات والحفلات التي تنظمها الهيئة العامة للترفيه، دون تدخل رجال الهيئة الذين كانوا يعترضون على أغلب مايحدث في تلك الفعاليات والاحتفالات، من غناء وموسيقى، واختلاط بين الجنسين، عملهم أصبح يقتصر على رصد المخالفات والقيام بالتبليغ عنها.

## وصلات خارجية
- الرئاسة العامة لهيئة الأمر بالمعروف والنهي عن المنكر (الموقع الرسمي)